# Liste der Burgen und Schlösser im Hirschberger Tal

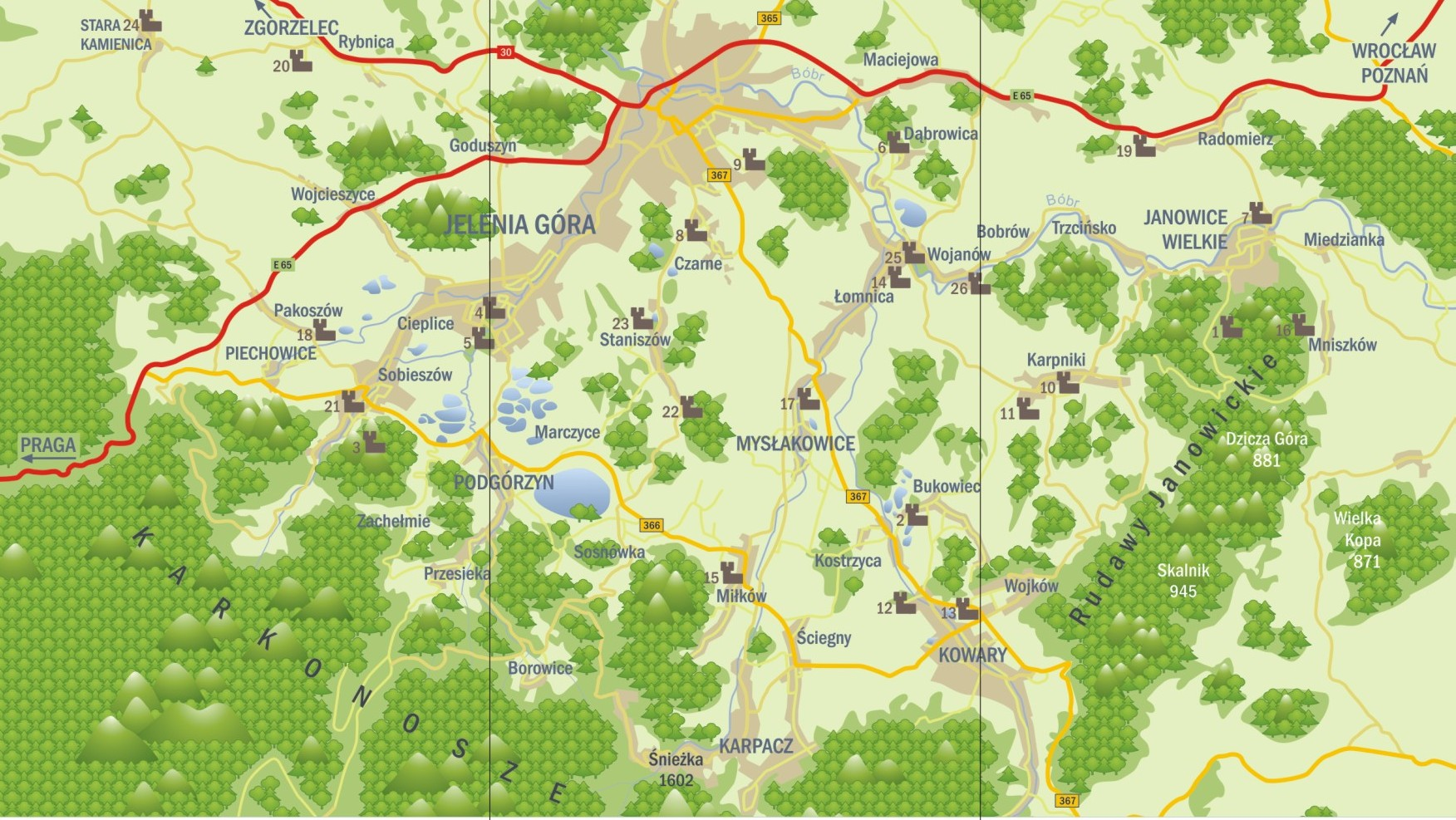
Karte mit der Lage der Schlösser im Hirschberger Tal

Die Liste der Burgen und Schlösser im Hirschberger Tal umfasst bestehende und verfallene Burgen und Schlösser im Hirschberger Tal bei Jelenia Góra in der polnischen Woiwodschaft Niederschlesien.

## Burgen und Schlösser
Burgen, Schlösser und Herrenhäuser im Hirschberger Tal und Umgebung (Nummerierung siehe nebenstehende Karte)
| Nr.  | Typ              | Deutscher Name                             | Polnischer Name                 | Lage und Bemerkung | Bild |
| ---- | ---------------- | ------------------------------------------ | ------------------------------- | --- | ---- |
| 01   | Burgruine        | Bolzenschloss                              | Bolczów                         | 50° 51′ 39″ N, 15° 54′ 43″ O bei Jannowitz / Janowice Wielkie, vor 1200 als Schutzfeste für die Blei- und Kupferminen von Herzog Boleslaw I. von Schlesien erbaut, im Besitz der Ritter Bolcze, 1433 im Hussitenkrieg zerstört, ab 1765 Besitz der Grafen von Stolberg-Wernigerode auf Jannowitz |      |
| 02   | Schloss          | Schloss Buchwald                           | Bukowiec                        | 50° 49′ 29″ N, 15° 48′ 56″ O Schloss der Gräfin Friederike von Reden, jetzt Landwirtschaftsakademie mit Park und Belvedere, der berühmte Landschaftspark zum Teil rekonstruiert |      |
| 02   | Belvedere        | Schloss Buchwald                           | Bukowiec                        | 50° 49′ 34″ N, 15° 48′ 54″ O Belvedere (griechischer Tempel) |      |
| 03   | Burgruine        | Kynast                                     | Chojnik                         | 50° 50′ 2″ N, 15° 38′ 38″ O bei Hermsdorf (Sobieszów) (ehem. Graf von Schaffgotsch), seit dem 18. Jh. einer der beliebtesten Ausflugsorte mit weitem Ausblick über das Hirschberger Tal |      |
| 04/5 | Schloss          | Bad Warmbrunn                              | Cieplice Śląskie-Zdrój          | 50° 51′ 54″ N, 15° 40′ 55″ O Palais Schaffgotsch |      |
| 04/5 | Schloss          | Bad Warmbrunn                              | Cieplice Śląskie-Zdrój          | 50° 52′ 1″ N, 15° 40′ 45″ O Ziethenschloss |      |
| 06   | Schloss          | Eichberg am Bober                          | Dąbrowica                       | 50° 53′ 47″ N, 15° 48′ 26″ O verfallen |      |
| 07   | Schloss          | Jannowitz                                  | Janowice Wielkie                | 50° 52′ 56″ N, 15° 55′ 24″ O Palais Schaffgotsch, ehem. Graf von Stolberg–Wernigerode, jetzt Heim und Herrenhaus |      |
| 08   | Schloss          | Schwarzbach                                | Czarne                          | 50° 52′ 47″ N, 15° 44′ 48″ O Stadtteil von Hirschberg, Renaissance-Schloss, jetzt ökologisches Zentrum |      |
| 09   | Schloss          | Paulinum in Hirschberg                     | Jelenia Góra                    | 50° 53′ 30″ N, 15° 45′ 39″ O erbaut von Fam. Kramsta, jetzt Hotel |      |
| 10   | Schloss          | Schloss Fischbach                          | Karpniki                        | 50° 50′ 49″ N, 15° 51′ 1″ O Wasserschloss mit Park von Prinz Wilhelm von Preußen, jetzt privat |      |
| 11   | Herrenhaus       | Fischbach                                  | Karpniki                        | 50° 51′ 14″ N, 15° 51′ 8″ O Villa Aichinger, jetzt Hotel „Eichenschloß“ (Pałac Dębowy) |      |
| 12   | Schloss          | Ruhberg bei Schmiedeberg                   | Kowary                          | 50° 48′ 21″ N, 15° 48′ 50″ O Palais Radziwill mit Park, Ort der Liebesbeziehung von Prinzessin Elisa Radziwill und dem späteren Kaiser Wilhelm I. |      |
| 13   | Schloss          | Neuhof bei Schmiedeberg                    | Kowary                          | 50° 48′ 13″ N, 15° 50′ 6″ O ehem. von Reuß-Köstritz, jetzt privat |      |
| 14   | Schloss          | Schloss Lomnitz                            | Łomnica                         | 50° 52′ 36″ N, 15° 48′ 31″ O Witwenschloss mit Park, jetzt Kulturzentrum und Schloss-Hotel der Fam. von Küster |      |
| 14   | Schloss          | Lomnitz                                    | Łomnica                         | 50° 52′ 33″ N, 15° 48′ 35″ O Großes Schloss mit Park, der an den Landschaftspark von Schloss Schildau grenzt, jetzt Kulturzentrum und Schloss-Hotel der Fam. von Küster |      |
| 15   | Schloss          | Arnsdorf                                   | Miłków                          | 50° 48′ 37″ N, 15° 45′ 40″ O Schloss der Grafen Schmettau bzw. der Grafen Matuschka-Topolczan, jetzt Schloss-Hotel und Reiterhof |      |
| 16   | Herrenhaus       | Schloss Waltersdorf                        | Mniszków                        | 50° 51′ 39″ N, 15° 56′ 35″ O bei Jannowitz |      |
| 17   | Schloss          | Schloss Erdmannsdorf                       | Mysłakowice                     | 50° 50′ 41″ N, 15° 46′ 47″ O Alterssitz von Gneisenau, dann Sommersitz von Friedrich Wilhelm III., von Schinkel umgebaut, für Friedrich Wilhelm IV. durch Stüler erneut im Stil der Tudorgotik umgebaut, jetzt Schule und Gymnasium, mit Park von Lenné sowie Kirche von Schinkel                |      |
| 18   | Schloss          | Schloss Wernersdorf                        | Pakoszów                        | 50° 51′ 24″ N, 15° 37′ 37″ O auch Hess’sche Bleiche, Schloss mit Park, jetzt Schloss-Hotel |      |
| 19   | Herrenhaus       | Seiffersdorf                               | Radomierz                       | 50° 53′ 52″ N, 15° 53′ 21″ O |      |
| 20   | Burgruine        | Läusepelz                                  | Rybnica                         | 50° 54′ 43″ N, 15° 37′ 10″ O Reste einer Burgruine bei Reibnitz (Rybnica), Stammsitz der Familie von Reibnitz |      |
| 21   | Schloss          | Hermsdorf                                  | Sobieszów                       | 50° 50′ 47″ N, 15° 38′ 23″ O Palais Schaffgotsch |      |
| 22   | Ruine            | Heinrichsburg bei Seidorf                  | Sosnówka                        | 50° 50′ 7″ N, 15° 43′ 24″ O künstl. Ruine auf dem Stangenberg (506 m), ehem. von Reuß |      |
| 23   | Schloss          | Schloss Stonsdorf                          | Staniszów                       | 50° 50′ 39″ N, 15° 44′ 30″ O Schloss im Oberdorf, ehem. Prinzen Reuß-Köstritz, jetzt Schloss–Hotel. |      |
| 23   | Herrenhaus       | Stonsdorf                                  | Staniszów                       | 50° 51′ 41″ N, 15° 43′ 56″ O Herrenhaus im Niederdorf, Hotel |      |
| 23   | Jagdschloss      | Stonsdorf                                  | Staniszów                       | 50° 49′ 51″ N, 15° 43′ 32″ O Jagdschloss (Pałac Myśliwski) |      |
| 24   | Burgruine        | Alt-Kemnitz                                | Stara Kamienica                 | 50° 55′ 7″ N, 15° 34′ 19″ O Ruine Kemnitzburg (Stammburg der Grafen von Schaffgotsch), Reste einer Burgruine |      |
| 25   | Schloss          | Schloss Schildau                           | Wojanów                         | 50° 52′ 31″ N, 15° 48′ 50″ O Schloss der preußischen Königstochter Prinzessin Luise der Niederlande, dann der Fürstin zu Wied, Sanierung 2007 als Schlosshotel, der Landschaftspark grenzt an den von Schloss Lomnitz                                                                            |      |
| 26   | Schloss          | Schloss Boberstein                         | Bobrów                          | 50° 52′ 14″ N, 15° 49′ 50″ O verfallen |      |
| x    | Burgruine        | Molkenschloss bei Eichberg                 | Dąbrowica                       | 50° 53′ 59″ N, 15° 48′ 16″ O Reste einer Burgruine auf dem Molkenberg (Koziniec, 462 m) bei Eichberg (Dąbrowica) |      |
| x    | ehem. Burgruine  | Falkenstein bei Fischbach                  | Karpniki                        | 50° 51′ 51″ N, 15° 52′ 6″ O auf den Falkenbergen bei Fischbach / Karpniki |      |
| x    | Burg             | Boberröhrsdorf am Bober                    | Siedlęcin                       | 50° 56′ 6″ N, 15° 41′ 8″ O ehem. gräfl. Schaffgotsches Rittergut, Wohnturm mit mittelalterlichen Wandmalereien |      |
| x    | Schloss          | Plagwitz                                   | Płakowice                       | 51° 6′ 57″ N, 15° 36′ 53″ O bei Löwenberg (Lwówek Śląski) (Renaissance-Schloss, jetzt Heilstätte) |      |
| x    | Schloss          | Lähn (Kleppelsdorf am Bober)               | Wleń                            | 51° 1′ 3″ N, 15° 40′ 54″ O jetzt privat |      |
| x    | Burgruine        | Lähnhaus (Zamek Wleń)                      | Wleń                            | 51° 1′ 3″ N, 15° 39′ 47″ O oberhalb von Lähn am Bober |      |
| x    | Schloss          | Schloss Lenno (Pałac Lenno)                | Lupki bei Wleń (Wleński Gródek) | 51° 0′ 58″ N, 15° 39′ 47″ O in Schiefer (Lupki) bei Lähn |      |
| x    | Schloss          | Waltersdorf am Bober                       | Nielestno                       | 50° 59′ 49″ N, 15° 40′ 20″ O ehem. Graf von Reden, jetzt Krankenhaus |      |
| x    | Schloss          | Langenau                                   | Czernica                        | 50° 58′ 41″ N, 15° 43′ 12″ O jetzt privat |      |
| x    | ehem. Schloss    | Maiwaldau                                  | Maciejowa                       | 50° 54′ 31″ N, 15° 49′ 56″ O Barockschloss von 1710–20, abgerissen 1965 |      |
| x    | Schloss          | Kammerswaldau                              | Komarno                         | 50° 55′ 29″ N, 15° 52′ 6″ O Wasserschloss |      |
| x    | Schloss          | Matzdorf                                   | Maciejowiec                     | 50° 58′ 23″ N, 15° 37′ 22″ O klassizistisches Schloss und Herrenhaus (zuletzt von Kramsta), verfallen |      |
| x    | Herrenhaus       | Berthelsdorf                               | Barcinek                        | 50° 56′ 9″ N, 15° 35′ 23″ O verfallen |      |
| x    | Herrenhaus       | Berbisdorf                                 | Dziwiszów                       | 50° 56′ 30″ N, 15° 47′ 38″ O im Oberdorf gelegen, später Kretscham (Nr. 39), jetzt verfallen |      |
| x    | Schloss          | Schloss Berbisdorf                         | Dziwiszów                       | 50° 55′ 42″ N, 15° 47′ 50″ O |      |
| x    | Herrenhaus       | Hartau                                     | Grabary                         | verfallen |      |
| x    | Ruine            | Galgenberg (478 m) bei Nieder-Steinseiffen | Dolny Sciegny                   | 50° 48′ 15″ N, 15° 46′ 27″ O Reste einer Ruine auf dem Galgenberg (Straconka 478 m) |      |
| x    | ehem. Herrenhaus | Rohrlach                                   | Trzcińsko                       | abgerissen |      |
| x    | ehem. Schloss    | Kupferberg                                 | Miedzianka                      | abgerissen |      |
| x    | ehem. Herrenhaus | Nieder-Giersdorf                           | Podgórzyn                       | abgerissen |      |